# نادي المقاولون العرب موسم 1981–82
موسم 1981–1982 هو الموسم الـ 4 لفريق المقاولون العرب في الدوري المصري الممتاز والموسم الـ 4 على التوالي في الدوري الممتاز. وشارك الفريق في الدوري المصري الممتاز ، ووصل إلى نصف نهائي كأس مصر وكان سيواجه فريق الأوليمبي ، ولكن لم يتم الاستكمال ، واستطاع أن يصل إلى نهائي كأس أفريقيا للأندية أبطال الكؤوس والفوز بالبطولة.

## الترتيب
| الترتيب | النادي           | ل  | ف  | ت  | خ  | له | عليه | ±  | ن  |
| ------- | ---------------- | -- | -- | -- | -- | -- | ---- | -- | -- |
| 2       | الزمالك          | 26 | 14 | 9  | 3  | 37 | 10   | 27 | 37 |
| 3       | الاتحاد السكندري | 26 | 9  | 15 | 2  | 26 | 14   | 12 | 33 |
| 4       | المقاولون العرب  | 26 | 8  | 12 | 6  | 26 | 20   | 6  | 28 |
| 5       | المصري           | 26 | 11 | 5  | 10 | 30 | 22   | 8  | 27 |
| 6       | غزل المحلة       | 26 | 8  | 10 | 8  | 19 | 19   | 0  | 26 |

## كأس مصر 1981–82

### دور الـ 16
| 2 فبراير 1982 | إسكو           | 1–1 | المقاولون العرب   |  |
|               | عطية شحاتة 22' |     | ناصر محمد علي 38' |  |

#### إعادة المباراة
| 15 فبراير 1982 | المقاولون العرب | 1–1 | إسكو |  |
|                | عبد العزيز 12'  |     | 82'  |  |

### ربع النهائي
| 28 مارس 1982 | المقاولون العرب  | 1–0 | المنيا |  |
|              | نبيل إبراهيم 13' |     |        |  |

### نصف النهائي
|  | المقاولون العرب | ملغاة | الأوليمبي |  |

## بطولة أفريقيا للأندية أبطال الكأس

### الدور الأول
| الفريق الأول | إجم. | الفريق الثاني   | مباراة الذهاب | مباراة الإياب |
| ------------ | ---- | --------------- | ------------- | ------------- |
| حي العرب     | 2–4  | المقاولون العرب | 1–1           | 1–3           |

| 2 أبريل 1982 | حي العرب | 1–1 | المقاولون العرب |  |
|              |          |     | كمال            |  |

| 17 أبريل 1982 | المقاولون العرب      | 3–1 | حي العرب |  |
|               | حمدي نوح · جمال سالم |     |          |  |

### الدور الثاني
| الفريق الأول    | إجم. | الفريق الثاني     | مباراة الذهاب | مباراة الإياب |
| --------------- | ---- | ----------------- | ------------- | ------------- |
| المقاولون العرب | 5–2  | ديسبورتيفو مابوتو | 3–2           | 2–0           |

| 15 مايو 1982 | المقاولون العرب                       | 3–2 | ديسبورتيفو مابوتو |  |
|              | سعيد الشيشيني · حمدي نوح · محمد رضوان |     | ·                 |  |

| 30 مايو 1982 | ديسبورتيفو مابوتو | 0–2 | المقاولون العرب          |  |
|              |                   |     | ناصر محمد علي · حمدي نوح |  |

### ربع النهائي
| الفريق الأول  | إجم. | الفريق الثاني   | مباراة الذهاب | مباراة الإياب |
| ------------- | ---- | --------------- | ------------- | ------------- |
| أفريكا سبورتس | 2–3  | المقاولون العرب | 2–0           | 0–3           |

| 5 سبتمبر 1982 | أفريكا سبورتس | 2–0 | المقاولون العرب |  |
|               | ·             |     |                 |  |

| 18 سبتمبر 1982 | المقاولون العرب         | 3–0 | أفريكا سبورتس |  |
|                | حمدي نوح · نبيل إبراهيم |     |               |  |

### نصف النهائي
| الفريق الأول    | إجم. | الفريق الثاني | مباراة الذهاب | مباراة الإياب |
| --------------- | ---- | ------------- | ------------- | ------------- |
| المقاولون العرب | 3–2  | هارتس أوف أوك | 1–1           | 2–1           |

| 16 أكتوبر 1982 | المقاولون العرب | 1–1 | هارتس أوف أوك |  |
|                | نبيل عمار       |     |               |  |

| 31 أكتوبر 1982 | هارتس أوف أوك | 1–2 | المقاولون العرب            |  |
|                |               |     | ناصر محمد علي · محمد رضوان |  |

### النهائي
| الفريق الأول | إجم. | الفريق الثاني   | مباراة الذهاب | مباراة الإياب |
| ------------ | ---- | --------------- | ------------- | ------------- |
| باور ديناموز | 0–4  | المقاولون العرب | 0–2           | 0–2           |

| 21 نوفمبر 1982 | باور ديناموز | 0–2 | المقاولون العرب              |  |
|                |              |     | ناصر محمد علي · نبيل إبراهيم |  |

| 3 ديسمبر 1982 | المقاولون العرب | 2–0 | باور ديناموز |  |
|               | كمال            |     |              |  |